# 等效電路
等效電路是電機工程及科學領域的名詞，是指可以表示一個電路所有（或大部份）特性的理論電路。通常等效電路的目的是為了簡化計算，而且為了幫助分析，常會將越複雜的電路設法以最簡單的型式表示。最常見的等效電路是用線性被動元件所組成。不過為了要近似實際電路的非線性特性，也有一些複雜的等效電路。這些比較複雜的電路常稱為是原始電路的「巨模型」（macromodels），像是741運算放大器的Boyle電路。

## 例子

### 戴维南及諾頓等效電路
線性電路理論中有個令人相當驚訝的性質：不管多麼複雜的線性二埠電路，都可以用一個電壓源（或電流源）以及一個阻抗來表示，因此出現兩種簡單的等效電路型式：
- 戴维南等效電路：用电压源及串聯阻抗來代替線性雙埠電路。
- 諾頓等效電路：用电流源及並聯阻抗來代替線性雙埠電路。

不過這個阻抗可能相當複雜（例如本身是頻率的函數），而且不能化簡為較簡單的型式。

### 直流及交流等效電路
在線性電路中，由於叠加原理，電路的輸出等於電路在直流源下的輸出，再加上電路在交流源下的輸出。因此可以分別分析電路的直流響應及交流響應，而在分析直流響應時, 可以只用電路的直流等效電路，其直流響應和原電路相同，在分析交流響應時也依類似方式處理。再將兩者的響應相加，即為合成的響應：
- 直流等效電路可以將所有的電容器改為開路，電感器改為短路；將交流源調整為零（交流電壓源改為短路，交流電流源改為開路）。
- 交流等效電路可以將所有的直流源調整為零（直流電壓源改為短路，直流電流源改為開路）。

此技巧可以延伸到非線性電路（如真空管或電晶體）的小信号模型，在其直流偏置工作點附近將電路線性化，利用電路在工作點附近的特性來計算小信號的交流等效模型。

### 二端口网络
若是線性的四端子電路，信號由其中一對端子提供，用另外一對端子來輸出，此電路可以用[電[二端口网络]]來模擬。可以表示為由阻抗及相依電壓源或是電流源組成的簡單電路。若要用二端口网络來分析，其電流需要符合端口條件：流進端口一個端子的電流等於從端口另一個端子流出的電流。利用非線性電路在工作點附近的小信号模型，可以用二端口网络來表示電晶體：例如混合pi及h參數電路。

### Y-Δ電路

Δ接及Y接電路

三相電電路中，三相電源及負載可以用兩種方式連結，一個是Δ接，另一個是Y接。在分析電路時，若將電路轉換為Y接（或Δ接）電路，可能可以簡化分析。這可以透過Y-Δ变换實現。

## 生物學
等效電路可以用在生物學中，描述
1. 連續物質或是生物的系統，其中不是真的有電流流過
2. 分佈性的影響，類似電路中的導線或是繞組

例如细胞膜可以模擬成電容（磷脂双分子层），再和电阻-直流电压源並聯（也就是由细胞膜兩端離子梯度驅動的离子通道）